# Paula Myers-Pope
Paula Jean Myers, coniugata Pope (Lackawanna, 11 novembre 1934 – Ventura, 15 luglio 1995), è stata una tuffatrice statunitense plurimedagliata olimpica.

## Biografia
Ha vinto la medaglia d'argento nella piattaforma 10 metri alle Olimpiadi di Helsinki 1952, una medaglia di bronzo nella stessa gara alle Olimpiadi del 1956 a Melbourne e due medaglie d'argento ai Giochi olimpici di Roma 1960, una nel trampolino 3 metri e una nella piattaforma 10 metri..
Ha vinto due medaglie d'oro ai Giochi Panamericani del 1959, sia nella piattaforma che nel trampolino.
È stata inserita nell'International Swimming Hall of Fame nel 1979.
Sposò il giocatore di pallacanestro Karl Pope nel 1959. La coppia ebbe cinque figli. Dopo i Giochi olimpici, la famiglia si trasferì a Ojai, in California, dove ha fondato l'Ojai Valley Racquet Club e vi lavorarono insieme per oltre due decenni.

## Palmarès
- Giochi olimpici

Helsinki 1952: argento nella piattaforma 10 m.;
Melbourne 1956: bronzo nella piattaforma 10 m.;
Roma 1960: argento nella piattaforma 10 m.; argento nel trampolino 3 m.;
- Giochi panamericani

Chicago 1959: oro nella piattaforma 10 m.; oro nel trampolino 3 m.;